# カップリングコレクション
『カップリングコレクション』は、FLOWの2枚目のベストアルバム。2009年11月4日にKi/oon Recordsからリリース。

## 内容
- タイトル通り、カップリング曲を集めたベストアルバム。
- ミニアルバム『NUTS BANG!!!』発売日から同年8月末まで、オフィシャルサイトにてファンによる楽曲投票が行われ、その結果をもとに収録曲が決定した。その上位15曲とボーナストラック4曲の計19曲で構成。
- 収録曲は投票のランキング順に収録されている（ただし、ボーナストラックは例外）。
- 初回限定盤はDVD付スペシャルパッケージ。DVDの収録内容は後述。DVDには、メンバーによるオーディオ・コメンタリーを収録。
- 全曲リマスタリングが施されている(新録曲を除く)。
- キャッチコピーは、『ファン投票でBEST15に輝いたカップリング曲＋名曲「DAYS」のRe-mix ver.や新録曲を含む全19曲の超豪華盤！』

## 収録内容

### Disc 1（CD）
- 16曲目以降はボーナストラック。

1. PULSE [3:36]
  - メジャー17枚目のシングル「SNOW FLAKE 〜記憶の固執〜/PULSE」収録曲。
2. Fiesta [2:59]
  - メジャー5枚目のシングル「Life is beautiful」収録曲。
3. Shakys [4:04]
  - メジャー10枚目のシングル「Around the world/KANDATA」収録曲。
4. Steppers high [3:18]
  - メジャー12枚目のシングル「Answer」収録曲。
5. NIGHT PARADE by FLOW∞HOME MADE 家族 [4:55]
  - メジャー13枚目のシングル「冬の雨音/NIGHT PARADE by FLOW∞HOME MADE 家族」収録曲。
  - HOME MADE 家族とのコラボナンバー。
6. KANDATA [3:38]
  - メジャー10枚目のシングル「Around the world/KANDATA」収録曲。
7. 僕に捧げるバラード [4:48]
  - インディーズ3枚目のシングル「贈る言葉」収録曲。
8. ESCA [3:18]
  - メジャー15枚目のシングル「WORD OF THE VOICE」収録曲。
9. シャリララ [3:07]
  - メジャー3枚目のシングル「流星/シャリララ」収録曲。
10. RISING DRAGON [3:14]
  - メジャー4枚目のシングル「GO!!!」収録曲。
11. Always [4:02]
  - メジャー15枚目のシングル「WORD OF THE VOICE」収録曲。
12. カレイドスコープ [3:35]
  - メジャー9枚目のシングル「Re:member」収録曲。
13. Image [3:39]
  - メジャー13枚目のシングル「冬の雨音/NIGHT PARADE by FLOW∞HOME MADE 家族」収録曲。
14. ノスタルジア [4:16]
  - メジャー1枚目のシングル「ブラスター」収録曲。
15. 旅人 [4:12]
  - メジャー14枚目のシングル「ありがとう」収録曲。
16. DAYS -PIANO HOUSE Mix- [6:47]
  - オムニバスアルバム『交響詩篇エウレカセブン -ポケットが虹でいっぱい- MUSIC COLLECTION』収録曲。
  - メジャー7枚目のシングルのリミックスバージョン。
17. Just do it!!! [1:59]
作詞・作曲・編曲：FLOW
  - 4枚目のアルバム『アイル』初回特典DVDに、映像として収録されていた楽曲。
  - 本作で初CD音源化。元々は2枚目のアルバム『GAME』のボーナストラックとして制作されていた。
18. SUMMER FREAK [3:21]
  - メジャー1枚目のミニアルバム『NUTS BANG!!!』収録曲。
19. Fun Time Delivery 2009 [4:24]
作詞：Kohshi Asakawa　作曲・編曲：Takeshi Asakawa
  - メジャー7枚目のシングル「DAYS」カップリング曲の新録版。
  - 投票では28位であったが、再録バージョンで収録された。

### Disc 2（DVD）
［Music Video］
- Fun Time Delivery 2009
- NUTS BANG!!!
- SUMMER FREAK ～オフだ!! ハワイだ!! FLOW ４日間の夏休み編～

［Live Digest］
- Secret Live at 武南高等学校 2009.02.25
- Acoustic Live Digest 2009.05.05

［Special Movie］
- Photo Shooting「NUTS BANG!!!」
- Web Program「夏番 -ナツバン-」Edit ver.

## 投票結果
本作収録曲は太字で表記。
1. PULSE
2. Fiesta
3. Shakys
4. Steppers High
5. NIGHT PARADE by FLOW∞HOME MADE 家族
6. KANDATA
7. 僕に捧げるバラード
8. ESCA
9. シャリララ
10. RISING DRAGON
11. Always
12. カレイドスコープ
13. Image
14. ノスタルジア
15. 旅人
16. Phantom
17. I WILL
18. Electric circus
19. STAY GOLD
20. MY LIFE
21. LEATHER FACE
22. Journey
23. 再見
24. Your song
25. Love Dub
26. Since…
27. アストロスライダー
28. Fun Time Delivery
29. 3秒前
30. From 9 to 0
31. ATTACK 26
32. SHINE
33. VISION